# Galiya Ulmentayeva
Galiya Ulmentayeva (29 de noviembre de 1986) es una deportista kazaja que compitió en judo. Ganó una medalla de bronce en los Juegos Asiáticos de 2010 en la categoría de –78 kg.

## Palmarés internacional
| Juegos Asiáticos | Juegos Asiáticos | Juegos Asiáticos  | Juegos Asiáticos |
| Año              | Lugar            | Medalla           | Categoría        |
| ---------------- | ---------------- | ----------------- | ---------------- |
| 2010             | Cantón (China)   | Medalla de bronce | –78 kg           |